# Cochranella nola
Cochranella nola es una especie de anfibio anuro de la familia de las ranas de cristal (Centrolenidae).
Se distribuye por la vertiente amazónica de la cordillera de los Andes en Bolivia y el sur del Perú. Habita junto a arroyos y quebradas en bosques montanos tropicales entre los 500 y los 1750 m de altitud. La principal amenaza a su conservación es la pérdida de su hábitat natural.